# Ca l'Oliva (Mataró)
Ca l'Oliva és una masia de Mataró (Maresme) protegida com a bé cultural d'interès local.

## Descripció
Masia a quatre vents de planta baixa, dues plantes pis i coberta a dues aigües. Destaca el portal d'accés amb brancals i dovelles de pedra i la torre de guaita situada al costat de llevant de la façana de migdia.
La composició de les obertures de la façana principal guarda el ritme dels tres cossos de l'estructura de l'edifici.